# 大野市歴史博物館
大野市歴史博物館（おおのしれきしはくぶつかん）は、福井県大野市にある博物館。

## 概要
1986年に大野市歴史民俗資料館として設立され、2005年11月7日の和泉村との市町村合併により、大野市歴史博物館と改称した。大野市の縄文時代から近代にかけての歴史・美術資料を収集・保存・展示しており、大野市が有する博物館施設7館の中では唯一の登録博物館で、通史を担当している。
白山信仰に関する展示、江戸時代初期の絵師である岩佐又兵衛の絵画に関する資料の展示のほか、大野藩第7代藩主の土井利忠利忠以降の藩政史料を中心に、藩船「大野丸」の模型と関係資料などを展示している。

## アクセス
- JR越美北線 越前大野駅から徒歩で約10分
- 中部縦貫自動車道 大野ICから車で約10分

## 周辺
- 大野市役所
- 大野市立図書館
- 結とぴあ（多田記念大野有終会館）
- 有終公園